# Jimmy Kim
Jimmy Kim (11 de abril de 1967-23 de junio de 2023) fue un deportista estadounidense que compitió en taekwondo. Ganó una medalla de plata en el Campeonato Mundial de Taekwondo de 1987 y una medalla de oro en los Juegos Panamericanos de 1987.

## Palmarés internacional
| Campeonato Mundial   | Campeonato Mundial            | Campeonato Mundial | Campeonato Mundial |
| Año                  | Lugar                         | Medalla            | Categoría          |
| -------------------- | ----------------------------- | ------------------ | ------------------ |
| 1987                 | Barcelona (España)            | Medalla de plata   | +83 kg             |
| Juegos Panamericanos |                               |                    |                    |
| Año                  | Lugar                         | Medalla            | Categoría          |
| 1987                 | Indianápolis (Estados Unidos) | Medalla de oro     | +83 kg             |